# Isla de Eustatia
La Isla de Eustatia (en inglés: Eustatia Island) es una isla volcánica de 30 acres (0,12 kilómetros cuadrados) que forma parte de las Islas Vírgenes Británicas (BVI) un territorio británico de ultramar en el Mar Caribe. La palabra "Eustatia" se deriva de un término griego que significa "buen lugar para alojarse." Toda la isla, y una pequeña isla vecina, la Roca de Saba, están ambas bajo el mismo contrato de arrendamiento a largo plazo. El arrendador es el Gobierno de las Islas Vírgenes Británicas y el arrendatario es una corporación de las islas propiedad de un particular. La isla aparece fotografiada regularmente para varias publicaciones y ha sido catalogada como una de las 20 islas más bellas del mundo en la edición de diciembre de 2004 de la revista Islas (Islands magazine).